# Ingeniería de Software Avanzado
Ingeniería del Software Avanzado, S. A. (INSA), fue una empresa española fundada en 1991-2016 por IBM España y Catalana Occidente. El objetivo inicial era aprovechar la experiencia del equipo de desarrollo interno de la aseguradora sobre plataformas IBM para comercializar soluciones conjuntas para los sectores económicos (banca, seguros,...) y de la administración pública. Su objeto social es el diseño, desarrollo, gestión y explotación de sistemas de información basados en la tecnología de la información, así como la comercialización de productos y servicios informáticos. Presta también servicios de consultoría, y tiene unos 2.000 empleados. Cuenta con certificado ISO 9001.
Está inscrita en el Registro Mercantil de Madrid, Tomo 3238, Libro 0, Folio 78, Sección 8, Hoja M-55112. y su sede social se encuentra en la Avenida de Burgos 8A. Edificio Bronce de Madrid. Cuenta con delegaciones en Barcelona, Valencia, Guecho, Sevilla y Lisboa. Es parte del grupo mercantil IBM España.
Ofrece servicios de desarrollo y mantenimiento de Software, ERP, CRM, desarrollos sobre la plataforma IBM iSeries, e-Business, y servicios bancarios y tributarios. Ejemplos de sus desarrollos son el nuevo call center de Balearia o las soluciones en SAP para Azuvi. En 2007 puso en marcha I, el asistente virtual del Ministerio de Cultura de España.
El 20 de febrero de 2007 inauguró el centro de innovación tecnológica Cénit en Cáceres. Este centro tiene como objetivo principal desarrollar proyectos tecnológicos en España y Portugal, y es utilizado, entre otros por El Corte Inglés y Caja de Extremadura. Posteriormente abrió nuevos centros Cenit en Almería, Salamanca, Orense y Reus.
En 2016 se fusionó con AMS para formar Viewnext